# Kitazawa Rakuten
Kitazawa Rakuten (jap. 北澤 楽天; * 20. Juli 1876 in Ōmiya (heute: Ōmiya-ku, Saitama), Präfektur Saitama, Japan; † 25. August 1955) war ein japanischer Manga-Zeichner und Karikaturist.
Gemeinsam mit Okamoto Ippei (1886–1948) machte er den US-amerikanischen Cartoon-Zeichenstil in Japan bekannt. Er betrachtete das Zeichnen von Comics nicht nur als Zwischenstufe auf dem Weg zu echter Kunst und nannte sich gemeinsam mit Okamoto als erster Zeichner überhaupt „Mangashi“ („Manga-Lehrer“). Seine Comicstrips waren politisch und übten humorvoll Kritik an Gesellschaft und Regierung.

## Biografie
Fukuzawa Yukichi, der eine wichtige Rolle für die Modernisierung Japans spielte, soll Kitazawa, als er ungefähr zwanzig Jahre alt war, den Rat gegeben haben, Bilder nach Vorbild westlicher Cartoons zu schaffen. Kitazawa arbeitete ab 1895 für die wöchentlich in Yokohama herausgegebene, englischsprachige Zeitschrift Box of Curious und ab 1899 als Bildredakteur für Fukuzawas Zeitung Jijishimpō, für die er bis 1932 arbeitete. Dort erlernte er sein Handwerk, unter anderem vom australischen Maler Frank A. Nankivell.

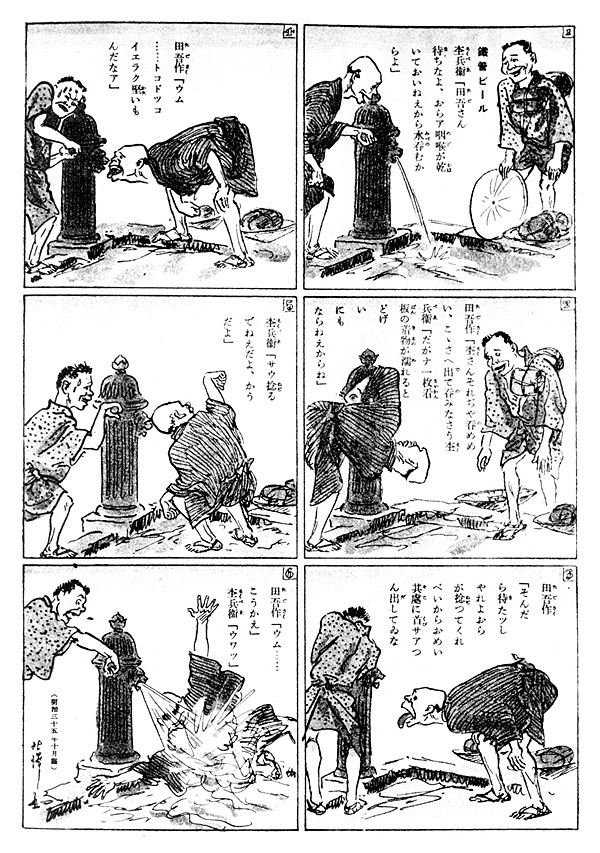
Eine Seite aus Tagosaku to Mokube no Tōkyō Kembutsu, 1902

1902 kreierte er unter dem Einfluss nordamerikanischer Comicstrips von beispielsweise Richard Felton Outcault, Rudolph Dirks und Frederick Opper, die zu dieser Zeit ihren Höhepunkt erreichten, die Comicstrip-Reihe Tagosaku to Mokube no Tōkyō Kembutsu (dt. etwa „Tagosaku und Mokube auf Besichtigungstour in Tokio“) für die Sonntagsbeilage von Jijishimpō, Jiji Manga. Obwohl Kitazawa darin noch keine Sprechblasen verwendete, gilt Tagosaku to Mokube no Tōkyō Kembutsu als erster serieller Comicstrip Japans.
1905 gründete Kitazawa eine eigene Satire-Zeitschrift, Tōkyō Puck (東京パック), benannt nach dem US-Magazin Puck, deren Auflage circa 100.000 betrug und durch die er einen hohen Bekanntheitsgrad erlangen sollte. In Tōkyō Puck fanden japanische Karikaturisten einen Platz, um ihre Werke an die Öffentlichkeit zu bringen. Die yonkoma manga in englischer, chinesischer und japanischer Sprache widmeten sich aktuellen, internationalen Begebenheiten in Politik. Aufgrund des Erfolgs von Tōkyō Puck, das auch in anderen asiatischen Ländern publiziert wurde, gründete Kitazawa weitere satirische Magazine. Um 1912 widmete er sich anstatt Tōkyō Puck dem alle zwei Wochen erscheinen sollenden Nachfolger Rakuten Puck (楽天パック). Dieser konnte jedoch nicht an den Erfolg von Tōkyō Puck anknüpfen und wurde schon bald darauf eingestellt.
Ende der 1920er Jahre reiste er durch Europa und die Vereinigten Staaten. In Paris fand 1929 sogar eine Ausstellung mit seinen Werken statt.
Kitazawa bildete viele junge Zeichner aus und gründete 1934 eine Schule, die sich auf Comic- und Karikatur-Kunst spezialisierte. 1948, als Osamu Tezuka mit seinen Story-Manga Erfolge verbuchen konnte, die langsam die yonkoma manga verdrängten, ging er in den Ruhestand. Sieben Jahre später starb er im Alter von 79 Jahren an einer Hirnblutung.
Ihm zu Ehren wurde 1966 ein Museum in seiner Heimatstadt Ōmiya erbaut, die 2001 in die Präfekturhauptstadt Saitama integriert wurde.

## Werke (Auswahl)
- Tagosaku to Mokube no Tōkyō Kembutsu (田吾作と杢兵衛の東京見物)
- Haikara Kidorō no Shippai (灰殻木戸郎の失敗)
- Chame to Dekobo (茶目と凸坊)
- Donsha
- Kokoro no Runpen (心のルンペン)
- Teino Nukesaku (丁野抜作)
- Tonda Haneko (とんだはね子)